# Чирешу (Бреїла)
Чирешу (рум. Cireșu) — село у повіті Бреїла в Румунії. Входить до складу комуни Чирешу.
Село розташоване на відстані 116 км на північний схід від Бухареста, 57 км на південний захід від Бреїли, 134 км на північний захід від Констанци, 73 км на південний захід від Галаца.

## Населення
За даними перепису населення 2002 року у селі проживали 1077 осіб. Рідною мовою 1076 осіб (99,9%) назвали румунську.
Національний склад населення села:
| Національність | Кількість осіб | Відсоток |
| -------------- | -------------- | -------- |
| румуни         | 1071           | 99,4%    |
| цигани         | 5              | 0,5%     |